# Engosero
Der Engosero (russisch Энгозеро) ist ein See im Rajon Louchi im Norden der Republik Karelien in Nordwestrussland.
Der See hat eine Wasserfläche von 122 km².
Er liegt auf einer Höhe von 71 m.
Er hat eine mittlere Wassertiefe von 4,5 m, sowie eine maximale Tiefe von 8 m.
Die Höhe des Wasserspiegels schwankt um 0,9 m, wobei die höchsten Wasserstände im Juni und die niedrigsten im September auftreten.
Ende Oktober Anfang November gefriert der Engosero und ist bis Mai eisbedeckt.
Im zentralen Bereich des Engosero gibt es eine größere offene Wasserfläche. Diese hat den Namen Bljudze.
Der restliche Seebereich ist mit einer Vielzahl von Inseln durchsetzt. Es sind etwa 144 Stück im Ganzen mit einer Gesamtfläche von 14 km².
Die größten Inseln sind: Poparski (2,43 km²), Jelmangski (2,02 km²), Oleni (1,6 km²), Domaschni (1,44 km²).
Der Engosero weist zwei Abflüsse auf. 
Die Kalga verlässt den See an dessen Ostende und fließt auf dem kürzesten Weg dem Weißen Meer zu.
Den größeren Abfluss bildet die Wonga. Diese entwässert den Engosero an dessen Südwestende und fließt in südöstlicher Richtung zum Weißen Meer.
Der Engosero bildet eines der Tourismus-Ziele im Norden Kareliens.